# Joachim Ernst, Duce de Anhalt
Joachim Ernst, Duce de Anhalt (11 ianuarie 1901 – 18 februarie 1947) a fost ultimul conducător al ducatului de Anhalt.

## Biografie
S-a născut la Dessau ca fiu al Ducelui Eduard de Anhalt (1861–1918) și a Prințesei Louise Charlotte de Saxa-Altenburg (1873–1953), fiica Prințului Moritz de Saxa-Altenburg.
El i-a succedat tatălui său ca Duce de Anhalt la 13 septembrie 1918. Totuși din cauza vârstei, unchiul său Prințul Aribert de Anhalt a fost numit regent. Scurta lui domnie s-a sfârșit la 12 noiembrie 1918, unchiul său abdicând în numele său în urma Revoluției germane. Ducatul a devenit Statul Liber Anhalt.
Ducele Joachim Ernst a murit în lagărul de concentrare de la Buchenwald ca prizonier al Uniunii Sovietice. În urma decesului său, conducerea casei ducale de Anhalt a fost disputată între fiul său cel mare Prințul Friedrich și fratele ducelui Joachim, Prințul Eugen.

## Căsătorii și copii

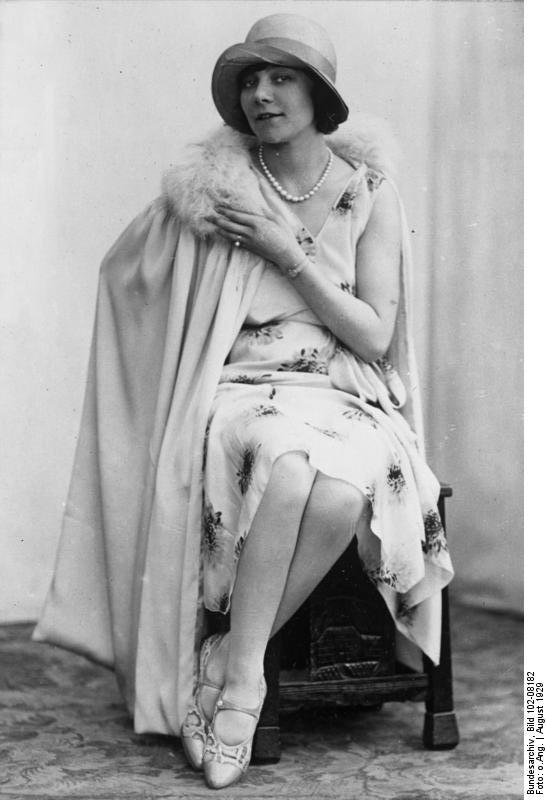
Elisabeth Strickroth.

Ducele Joachim Ernst a fost căsătorit de două ori, prima dată cu Elisabeth Strickrodt (1903–1971) în 1927, însă au divorțat în 1929. A doua oară s-a căsătorit cu Editha Marwitz von Stephani (1905–1986) la castelul Ballenstedt în 1929. Cu cea de-a doua soție a avut copii:
- Prințesa Marie Antoinette de Anhalt (1930–1993)
- Prințesa Anna-Luise de Anhalt (1933–2003)
- Prințul Friedrich de Anhalt (1938–1963)
- Prințesa Edda de Anhalt (n. 1940)
- Prințul Eduard de Anhalt (born 1941)